# Pavla Zemanová
Pavla Zemanová es una deportista checoslovaca que compitió en atletismo adaptado. Ganó una medalla de bronce en los Juegos Paralímpicos de Barcelona 1992 en la prueba de salto de longitud (clase B3).

## Palmarés internacional
| Juegos Paralímpicos | Juegos Paralímpicos | Juegos Paralímpicos | Juegos Paralímpicos  |
| Año                 | Lugar               | Medalla             | Prueba               |
| ------------------- | ------------------- | ------------------- | -------------------- |
| 1992                | Barcelona (España)  | Medalla de bronce   | Salto de longitud B3 |